# Messier 84
Messier 84 sau M84 este o galaxie eliptică.